# Elsebeth Jensen
Pour les articles homonymes, voir Jensen.
Elsebeth Jensen, née en 1964, est une joueuse de squash représentant le Danemark. Elle occupe la 40e place en 1992, son meilleur classement. Elle est championne du Danemark à cinq reprises entre 1987 et 1992.

## Biographie
Elle commence à jouer au squash à l'automne 1984 quand elle commence ses études d'économie à l'École de commerce de Copenhague. Elle est invitée à la salle de squash et de tennis, à Viby, pour jouer au tennis, elle voit un court de squash pour la première fois et s'essaye au jeu.
Multiple championne du Danemark, elle participe aux championnats du monde 1992 où elle s'incline au premier tour face à Sue Wright.
Après sa retraite sportive, elle est employée en tant que spécialiste principale des produits dans une société américaine de biotechnologie, Biogen Idec, qui produit et commercialise des médicaments pour le traitement de la sclérose en plaques.

## Palmarès

### Titres
- Championnats du Danemark : 5 titres (1987-1990, 1992)